# Lone Scherfig
Pour les articles homonymes, voir Scherfig.
Lone Scherfig, née le 2 mai 1959 à Copenhague est une réalisatrice de films danoise.
D'abord adepte du parti pris esthétique du Dogme95, elle tourne Italian for Beginners (Italiensk for begyndere) en 2000 : cette comédie romantique reçoit de nombreuses récompenses internationales dont l'Ours d'argent au Festival international du film de Berlin.
Elle réalise en 2009 le film Une éducation à partir d'un scénario de l'écrivain britannique Nick Hornby, fondé sur une partie du récit autobiographique de la journaliste britannique Lynn Barber.

## Filmographie
- 1990 : The Birthday trip (Kaj's fodselsdag)
- 1998 : On our own (Nar mor kommer hjem)
- 2000 : Italian for Beginners (Italiensk for begyndere)
- 2002 : Wilbur (Wilbur Wants to Kill Himself)
- 2007 : Hjemve (da)
- 2009 : Une éducation (An Education)
- 2011 : Un jour (One Day)
- 2014 : The Riot Club
- 2015 : The Astronaut Wives Club (les 2 premiers épisodes Launch et Protocol)
- 2016 : Une belle rencontre (Their Finest)
- 2019 : Un hiver à New York (The Kindness of Strangers)
- 2023 : La contadora de películas